# Rejsecafé
En rejsecafé kendetegnes ved at være en café med særligt fokus på det at rejse. Oftest i form af eksotisk udsmykning fra forskellige verdensdele og med rejselitteratur til fri afbenyttelse for gæsterne.
| Firma | Spire Denne artikel om et firma eller en virksomhed er en spire som bør udbygges. Du er velkommen til at hjælpe Wikipedia ved at udvide den. |